# Marldon
Marldon – wieś i civil parish w Anglii, w Devon, w dystrykcie South Hams. W 2011 civil parish liczyła 2123 mieszkańców.